# Acosmeryx naga
Acosmeryx naga är en fjärilsart som beskrevs av Moore 1857. Acosmeryx naga ingår i släktet Acosmeryx och familjen svärmare. Inga underarter finns listade i Catalogue of Life.

## Bildgalleri

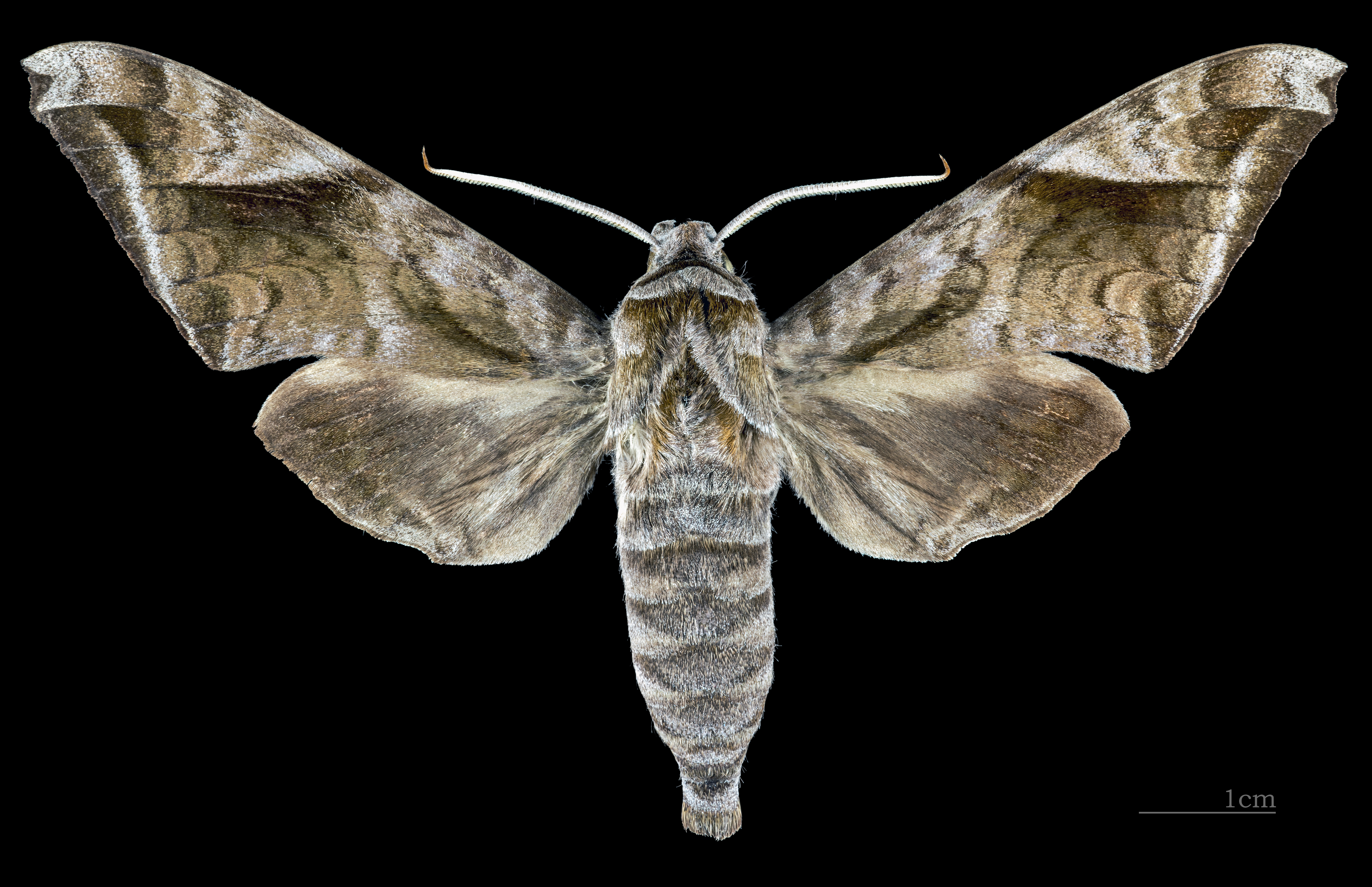
Acosmeryx naga naga  ♂
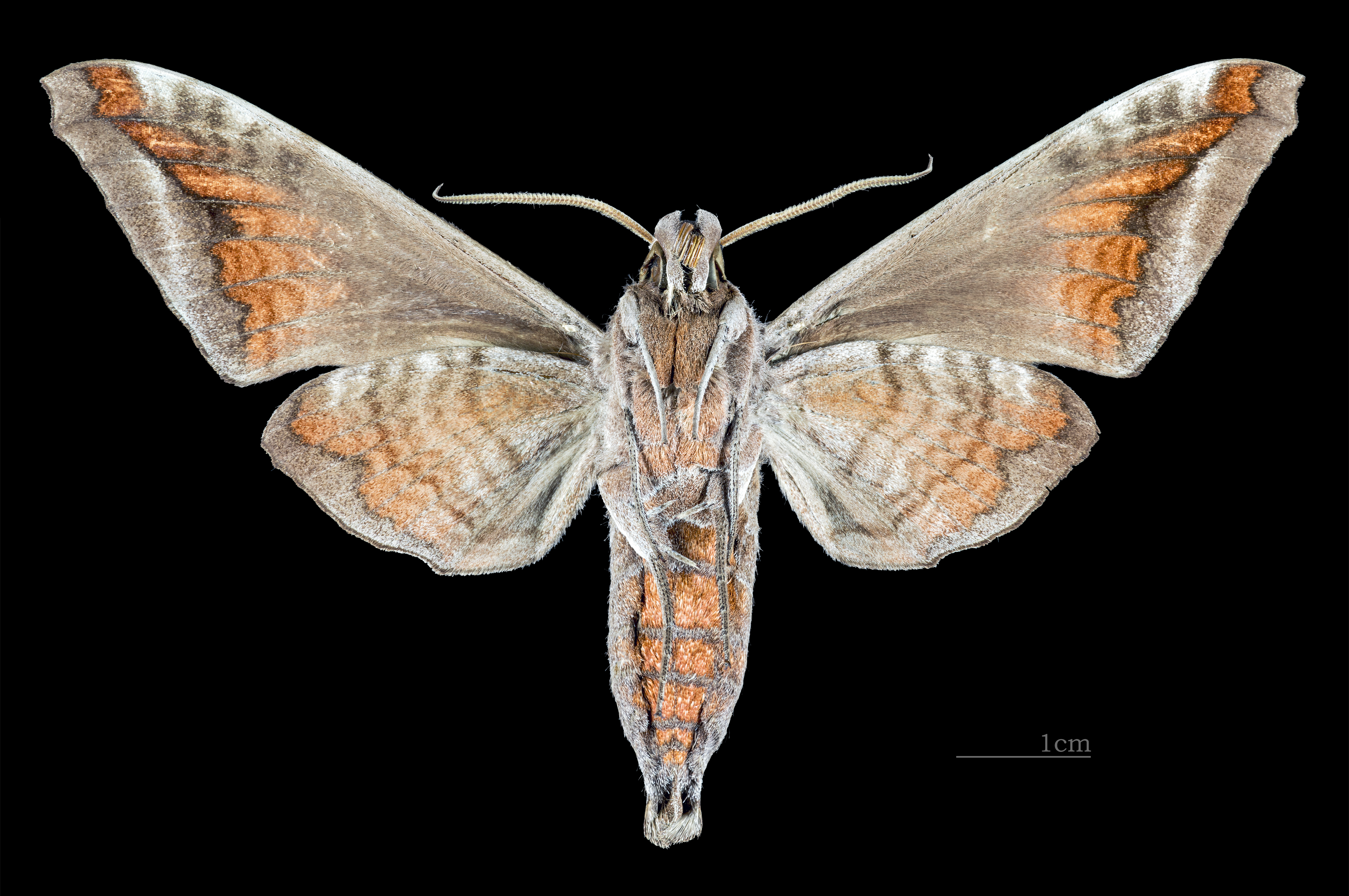
Acosmeryx naga naga ♂ △

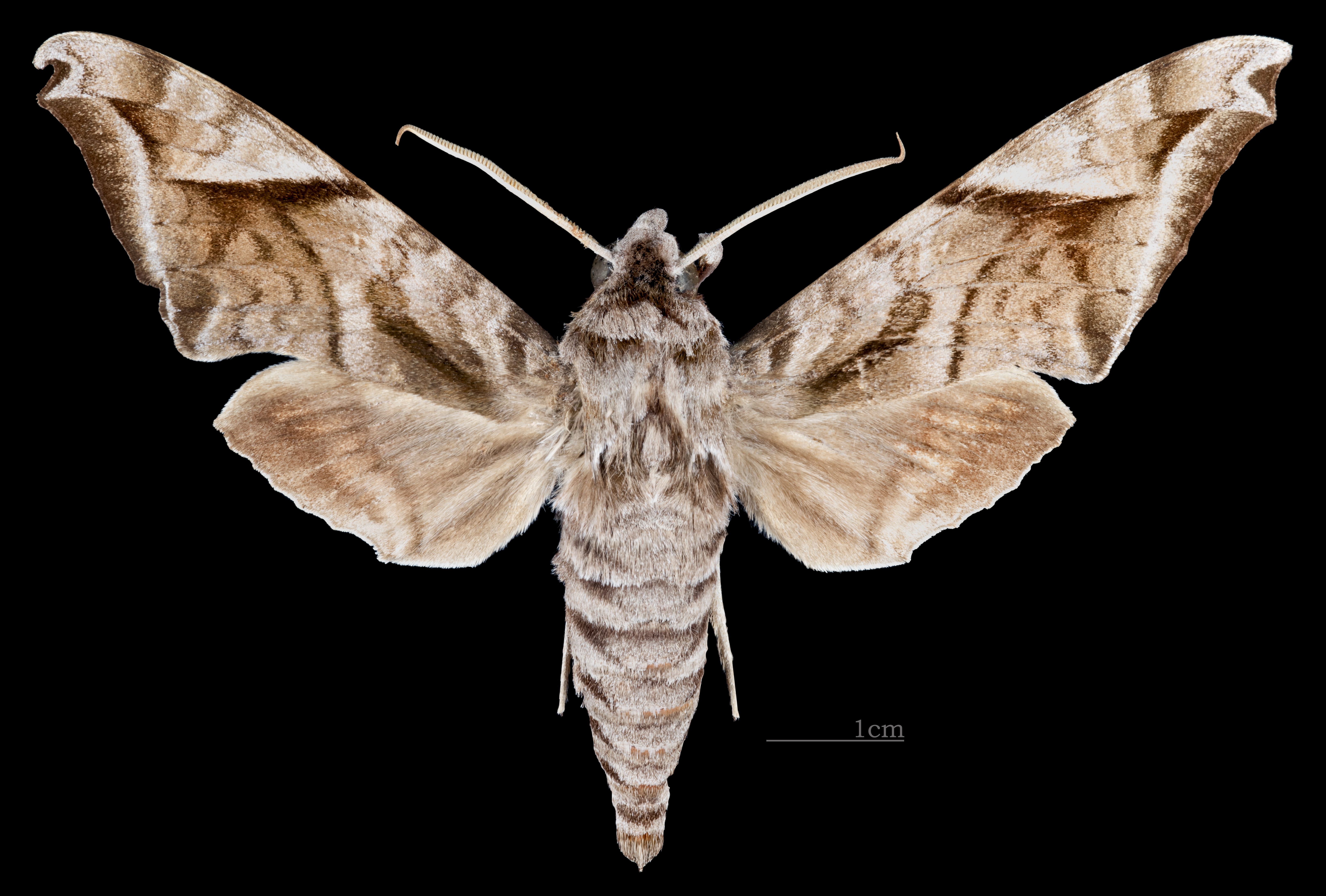
Acosmeryx naga hissarica ♂
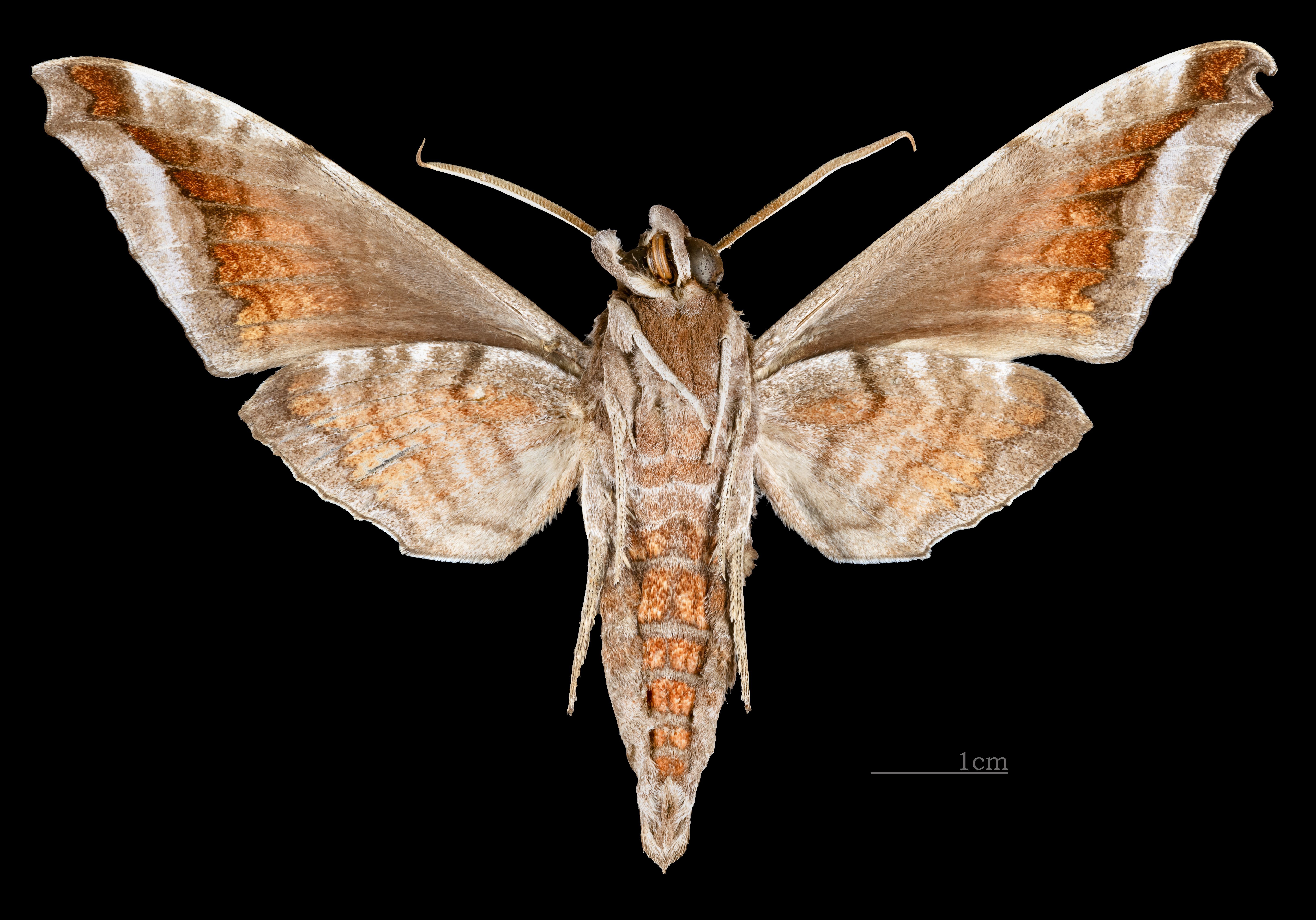
Acosmeryx naga hissarica ♂   △
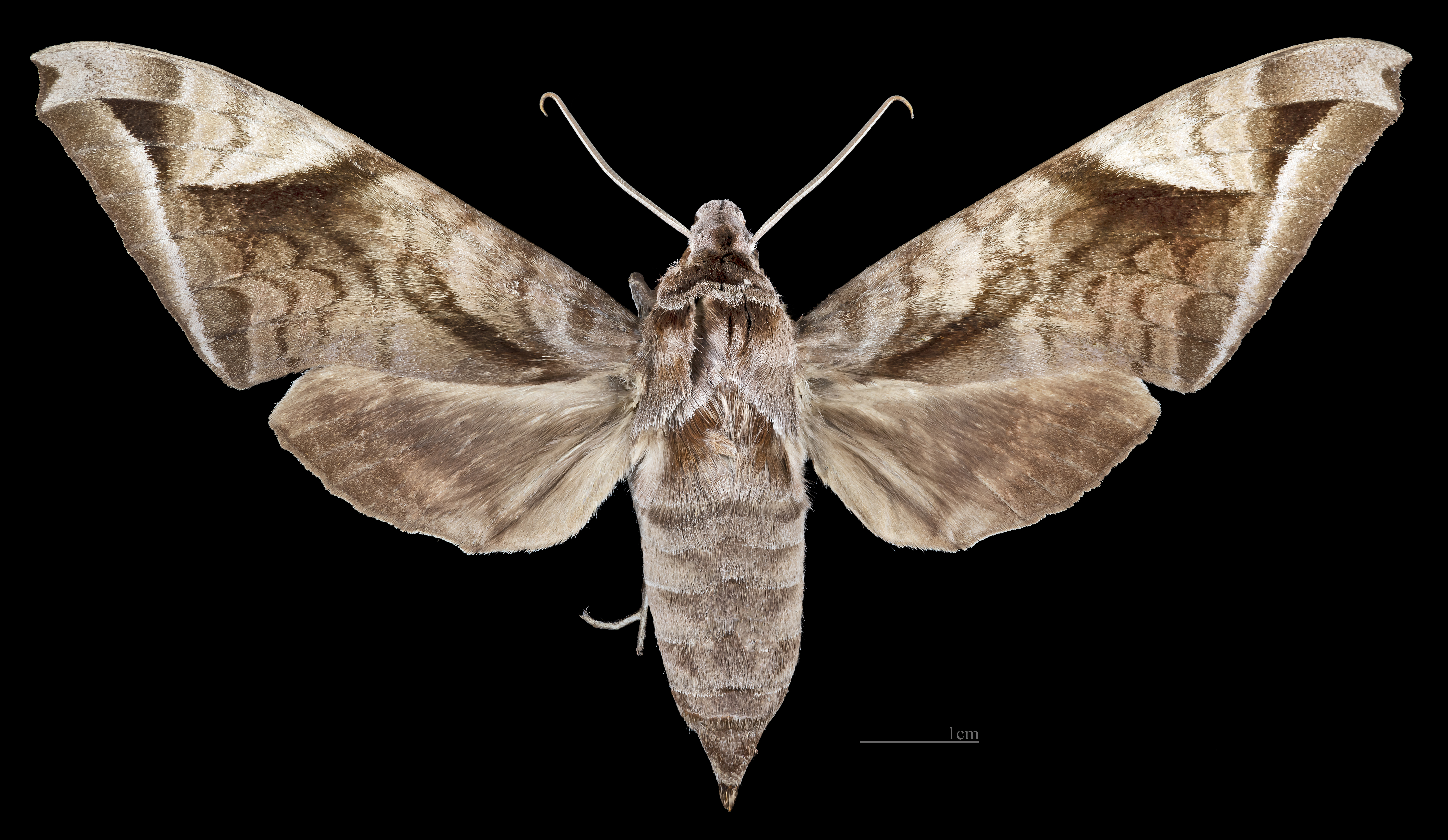
Acosmeryx naga hissarica ♀
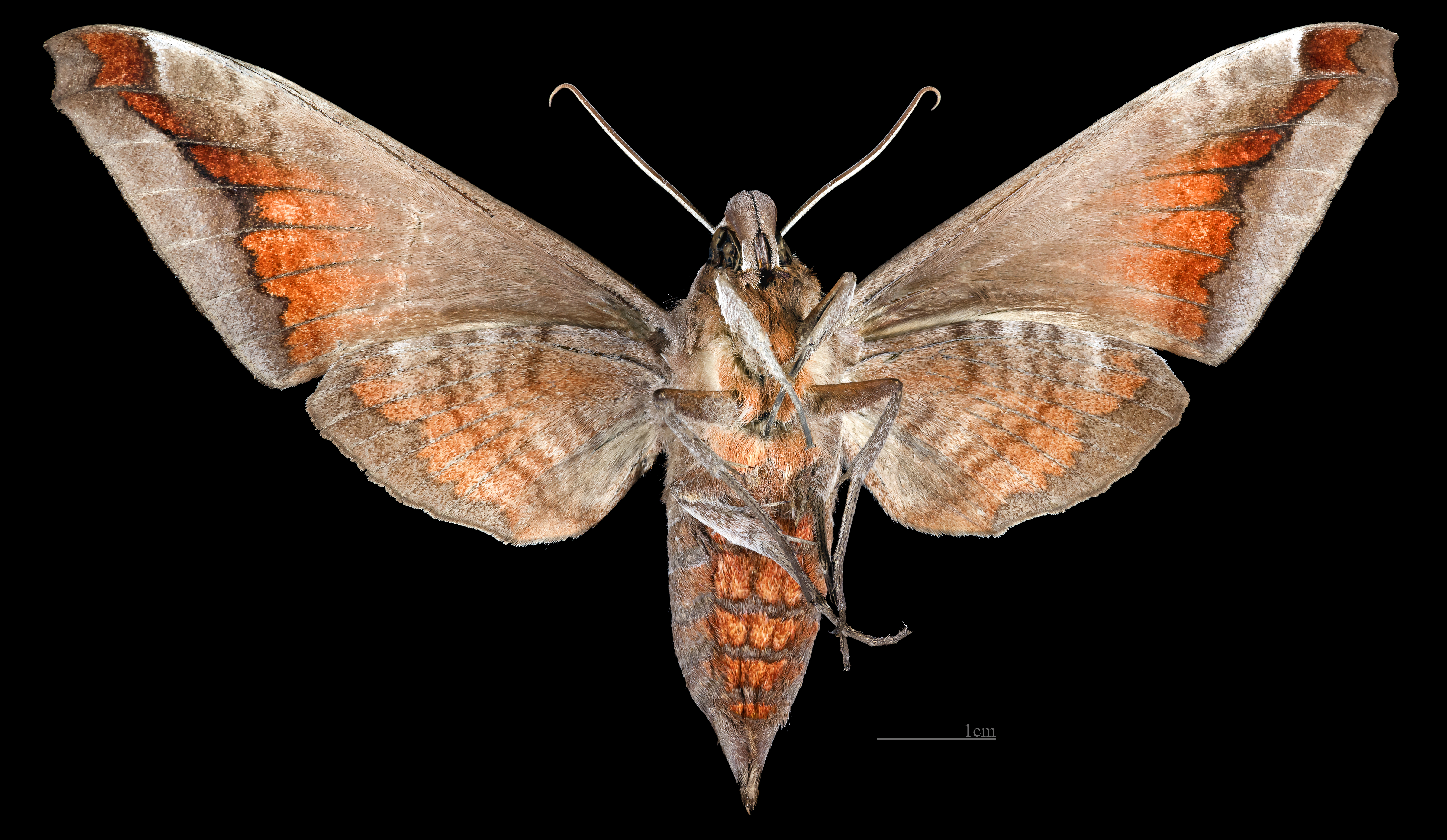
Acosmeryx naga hissarica ♀  △